# Округ Берк (Џорџија)
Округ Берк (енгл. Burke County) је округ у америчкој савезној држави Џорџија.

## Демографија
По попису из 2010. године број становника је 23.316, што је 1.073 (4,8%) становника више него 2000. године.
| Група             | 2000.          | 2010.          |
| Белци             | 10.336 (46,5%) | 10.844 (46,5%) |
| Афроамериканци    | 11.343 (51,0%) | 11.533 (49,5%) |
| Азијати           | 57 (0,3%)      | 77 (0,3%)      |
| Хиспаноамериканци | 316 (1,4%)     | 617 (2,6%)     |
| Укупно            | 22.243         | 23.316         |